# Асатіані Олександр Самсонович
Олександр Асатіані (ალექსანდრე ასათიანი; 1889–1954) — грузинський політик, юрист, журналіст. Один із засновників Національно-демократичної партії, член Національної ради Грузії та Установчих зборів.

## Біографія
Народився в селі Барднала у краї Рача-Лечхумі та Квемо-Сванеті. У його батьків було 12 дітей. Асатіані виріс у родичів в Сванетії. Навчався в Кутаїській дворянській гімназії, але не закінчив курс. Будучи учнем, він був одержимий соціалістичними ідеями. У 1904—1905 роках був одним із лідерів революційного руху в Лечхумі та Сванетії разом із Шамше Геованом, Чічіко Асатайн і Леваном Дадешкеліані, за що був заарештований і ув'язнений в Цагері. У 1905—1907 — член більшовицької фракції РСДРП. У 1907 році закінчив Кутаїське реальне училище. Вищу освіту здобув на економічному факультеті Московського комерційного інституту, який закінчив у 1914 році. Був головою грузинської студентської громади університету, стипендіатом Кутаїської дворянської ради. У студентські роки Асатіані змінив світогляд і зблизився з націоналістичною ідеологією.
Наприкінці 1914 року Асатіані повернувся на батьківщину, жив у Кутаїсі. Працював спочатку помічником присяжного адвоката, у 1916 році другим секретарем Кутаїської дворянської ради та особистим секретарем маршала Кутаїської губернії Давида Ніжарадзе. Працював у місцевій газеті «Самшобло». Брав активну участь у створенні Національно-демократичної партії. Олександр Асатіані брав участь у церковному зібранні в Мцхеті, яке 12 березня 1917 року відновило автокефалію Грузинської церкви. У червні 1917 р. на установчому з'їзді НДП зачитав доповідь з аграрного питання. Партійний з'їзд обрав Асатіані членом головного комітету та заступником голови партії, якому в основному доручено організаційне поле. Був членом Міжпартійної ради Грузії. 26 травня 1918 року підписав Акт про незалежність. Обраний до Національної ради секретарем комісії з питань місцевого самоврядування та самоврядування, членом фінансово-бюджетної комісії. У лютому 1919 року обраний депутатом Установчих зборів Грузії. Увійшов до складу бюджетно-фінансової комісії зборів, а також до трудової, аграрної та економічної комісії. У цей же період працював у Торгово-промисловій палаті та Центральному банку. У 1919 році в Тбілісі вийшла його праця «Земельне питання в Грузії», яка використовувалася як допоміжний підручник для студентів-економістів.
Після більшовицької окупації Грузії в 1921 році Асатіані не емігрував, а залишився в Грузії і почав працювати на деокупацію. Працював у Народному банку Грузинської РСР. Був членом нелегального ЦК НДП. Заарештований 10 лютого 1922 року. У червні того ж року він був доставлений до лікарні на операцію на кишечнику, звідки йому вдалося втекти на третій день після операції. За вказівкою партії він виїхав за кордон. Спершу він жив у Стамбулі, а потім переїхав до Франції.
Олександр Асатіані активно займався політикою в еміграції. У 1924—1925 роках був членом Комітету незалежності Кавказу, заснованого в Стамбулі. У 1925 році переїхав до Франції. Був членом Паризького комітету НДП, Грузинської національної ради, створеної у Франції. У 1928 році вийшла праця Асатіані «Стара і нова спадщина», в якій ґрунтовно розглядається боротьба за визволення Грузії в XIX і XX століттях. У книзі критикується уряд Грузинської Демократичної Республіки та діяльність Грузинської соціал-демократичної партії. З 1929 року очолював окрему групу від НДП під своїм керівництвом і редагував журнал «Самшобло», який виходив у Парижі до 1939 року. У 1934 році в Парижі вийшла його друга книга — «Старий і новий шляхи грузинської політики». У 1937 році прочитав доповідь про 20-річчя Національно-демократичної партії. Був головою культурного клубу «Прометей», створеного в Парижі в 1939 році. Співпрацював з грузинською емігрантською пресою (газета «Самшобло», журнал «Іверія»).
Під час Другої світової війни Асатіані співпрацював з німцями, разом з армією Вермахту у складі грузинських загонів, дійшов до околиць Кавказу, але не зміг увійти на батьківщину. Після закінчення війни паризька поліція заарештувала його за зв'язки з гітлерівцями. Він втік до Іспанії на чотири роки, потім повернувся до Парижа.
У нього не було ні дружини, ні дітей. Наприкінці 1953 року переїхав до Мюнхена, де й помер у січні 1954 року. Похований там же, на кладовищі Вальдфрідгоф. Пізніше, у 1974 році, його останки були перепоховані на Левільському кладовищі.